# Ralph Greenson
Romeo Samuel Greenschpoon, conegut com a Ralph Greenson (n. 20 de setembre de 1911 - 24 de novembre de 1979) fou un cèlebre psiquiatre i psicoanalista nord-americà. Estudià medicina a Suïssa, i fou analitzat per Wilhem Stekel a Viena i per Otto Fenichel a Los Angeles.
Amb el seu llibre Tècnica i pràctica de la psicoanàlisi, Greenson es va convertir en autor d'una de les obres estàndard de la psicoanàlisi. Es publicà el 1967 a Nova York. L'obra dona una visió panoràmica de la psicoanàlisi com a procediment de tractament, amb tots els aspectes rellevants, com la tècnica de l'associació lliure, la interpretació, les formes de resistència, l'aliança de treball entre terapeuta i pacient, la transferència i, sobretot, analitza les possibilitats de maneig de tot això durant el tractament. L'exposició dels temes n'és detallada i unida a la pràctica. Així, per exemple, descriu com a formes de resistència no sols el silenci del pacient, les expressions en els afectes o en la postura corporal, sinó també detalls com «el retard, la inassistència, l'oblit del pagament, deixar de somniar, el pacient s'avorreix, el pacient té un secret, l'actuació, l'"alegria" freqüent en la consulta, el pacient no canvia, resistències silents» (2004, pàg. 77–81). Amb aquestes característiques el llibre fou una inspiració per a l'exercici pràctic d'analistes i està disponible fins hui.
El fet de ser «psicoanalista de Hollywood» li valgué admiració, crítiques i polèmiques.
Atengué en la seua consulta de Nova York persones famoses com Tony Curtis, Frank Sinatra, Peter Lorre, Celeste Holm, Vincent Minnelli, Vivien Leigh i Marilyn Monroe.
Després de la seua mort, els enregistraments en cinta magnètica de Marilyn Monroe (que M. Monroe com a pacient havia donat a Greenson) donaren peu a alguns reportatges en la premsa, es publicaren i es recompilaren en una novel·la. S'arribà a aquesta indiscreció perquè el fiscal John W. Miner, que investigava la mort de M. Monroe, també interrogà Greenson el 1962. Sota garanties de confidencialitat Greenson deixà que Miner sentís parts d'enregistraments de la darrera fase del tractament, de les quals Miner prengué notes per escrit. El 1993, quan el biògraf de Marilyn Monroe, Donald Spotto, expressà públicament la sospita que Greenson seria culpable de la mort de la seua pacient, Miner, amb l'acord de la vídua de Greenson, trencà el compromís de guardar silenci sobre el contingut dels enregistraments, amb la finalitat de descarregar Greenson de les imputacions.